# Carlos Calvo Sobrado
Carlos Calvo Sobrado (Madrid, España; 18 de septiembre de 1985) es un futbolista español que juega de centrocampista en el Barrilito club de football de la Tercera División de España.

## Trayectoria
Carlos Calvo Sobrado más conocido como "Carlos Calvo", comenzó a jugar al fútbol en las categorías inferiores del Atlético de Madrid. En 2004, en busca de oportunidades, se fue al Elche CF para jugar en el segundo equipo, y una temporada más tarde, con 19 años se fue al filial del Real Valladolid para jugar en Segunda B. En su siguiente temporada, fichó por el Villajoyosa donde permaneció hasta el mercado invernal cuando fue traspasado al Club Deportivo Alcoyano. En su nuevo equipo, consiguió acabar tercero en liga y luchando por el ascenso a Segunda División, aunque finalmente no lo consiguieron.
En la temporada 2007-08, Carlos Calvo decidió de nuevo cambiar de aires, y esta vez se fue al Xerez CD. En un principio no llegó a terminar de adaptarse a la división o al equipo y, pese a que mostraba destellos de su nivel y calidad, no llegaba nunca a tener una regularidad que le permitiese ser titular. Sin embargo, a mitad de la temporada 2008-09, tras las lesiones de Pedro Ríos, el madrileño se apoderó de la banda derecha del equipo azulino, consiguiendo poco a poco un gran estado de forma. Esa temporada marcó el gol de la victoria que supuso el primer ascenso del Xerez de su historia a Primera División ante el Huesca (2-1). Tras un brillante final de campaña, en la que consiguió el ascenso, y una buena actuación en Primera División la temporada siguiente; Carlos Calvo quedó libre, y firmó por el Udinese Calcio, el cual lo cedió al Granada CF. Con el club nazarí consiguió un nuevo ascenso a Primera. A la siguiente temporada el Udinese Calcio lo cedió al Hércules CF.
El 30 de junio de 2012 volvió tras su cesión al Hércules CF de Alicante, a su club de procedencia el Udinese Calcio.
En 2012, Carlos Calvo fichó por la Unión Deportiva Almería. Después de no terminar de encajar en el equipo en el 30 de junio de 2013 acaba su contrato y queda libre.
El 30 de julio firmó un contrato con el Skoda Xanthi FC de Grecia.
En el verano de 2015 empezó a entrenar con el Cádiz Club de Fútbol, hasta que firmó por la Sociedad Deportiva Huesca. En el mercado de diciembre, rescindió su contrato y firmó por el Cádiz CF por dos años.Con el Cádiz consiguió un gol muy importante ante el Hércules en Carranza en la última eliminatoria por el ascenso.
Ante la falta de oportunidades en la temporada 2016-17, Carlos Calvo salió cedido al CF Badalona hasta final de la temporada.

## Clubes
| Club                      | País   | Año       |
| ------------------------- | ------ | --------- |
| Elche C. F. "B"           | España | 2004-2005 |
| Real Valladolid C. F. "B" | España | 2005      |
| Villajoyosa C. F.         | España | 2006      |
| C. D. Alcoyano            | España | 2006-2007 |
| Xerez C. D.               | España | 2007-2010 |
| Granada C. F.             | España | 2010-2011 |
| Hércules C. F.            | España | 2011-2012 |
| U. D. Almería             | España | 2012-2013 |
| Skoda Xanthi A. O.        | Grecia | 2013-2015 |
| S. D. Huesca              | España | 2015-2016 |
| Cádiz C. F.               | España | 2016-2017 |
| C.F. Badalona             | España | 2017      |
| Recreativo de Huelva      | España | 2017-2018 |
| Jamshedpur F. C.          | India  | 2018-2019 |
| Sliema Wanderers F. C.    | Malta  | 2020      |
| Xerez C. D.               | España | 2020-     |